# Lac Fagnano
Le lac Fagnano (en espagnol : lago Fagnano) appelé aussi Kami ou Cami, est un lac situé sur la grande île de la Terre de Feu. Il a la particularité d'être partagé entre l'Argentine et le Chili. Il a été nommé d'après José Fagnano,missionnaire salésien qui participa à la mission d'évangélisation de Don Bosco en Patagonie.

## Toponymie
Il est appelé ainsi en mémoire de Monseigneur José Fagnano, qui a joué un rôle important dans l'évangélisation de cette région entre 1868 et 1886. Aussi « Kami » signifie grande eau en langue amérindienne Selknam. Ce peuple le nommèrent également « Conaujen » qui signifie allongé ou étiré.

## Géographie
Le lac, allongé dans le sens longitudinal est-ouest, est enclavé entre les massifs montagneux, au nord-ouest, Sierra de Inju Gooyin o Beauvoir, au nord-est, Sierra de las Pinturas, au sud-ouest, Sierra Alvear, au sud-est, Sierra Lucas Bridges. La partie territoriale argentine mesure 552 km2 pour une surface totale, partie territoriale chilienne comprise, d'un peu près 590 km2. Il mesure 105 km pour une largeur moyenne de 6 km. Par ses grandes dimensions, le lac Fagnano, est soumis à la marée avec 0,50 m d'amplitude maximum.
Les principaux cours d'eau qui alimentent le lac sont les Ríos Claro, Molina, Turbio, Valdez, Milna et Tuerto.
À son extrémité occidentale (Chili), le río Azopardo permet l'effluence du lac jusqu'aux eaux du seno Almirantazgo ouvert sur le Pacifique. À son extrémité orientale (Argentine) se trouve le village de Tolhuin.

## Iconographie

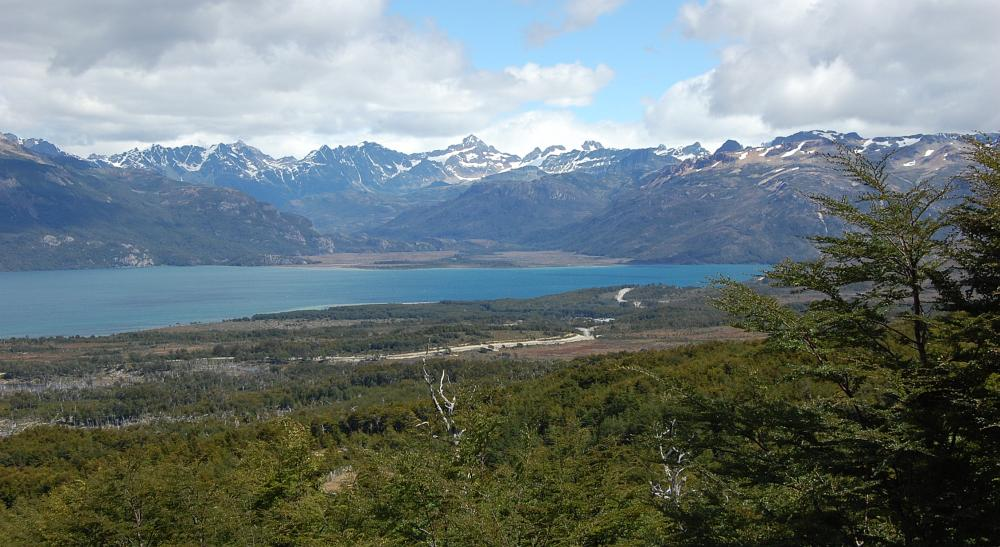
Vue vers l'Est, du lac Fagnano.
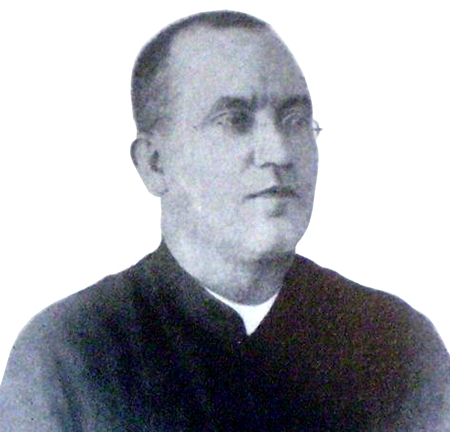
Monseigneur José Fagnano.
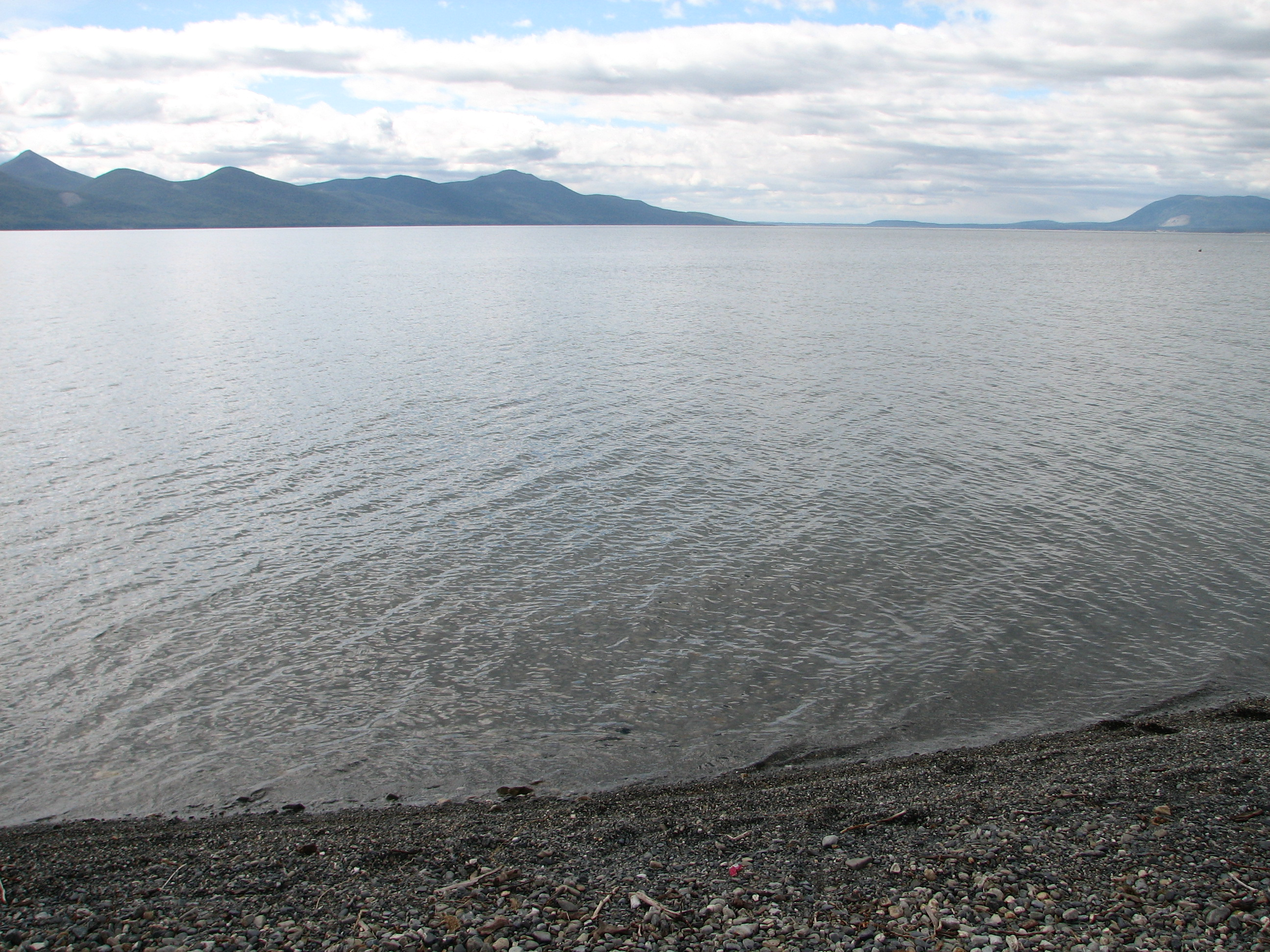
Autre vue vers l'Est, du lac Fagnano.

### Sources et bibliographie
- (es) M. L. Borla, M. Vereda, Explorando Tierra del Fuego, Editorial Utopías, 2e éd., 2006,  (ISBN 987-23221-1-2)
- (en) Tierra del Fuego & Isla Navarino, Travel Trekking Map, Zaguier & Urruty Publications, 2007,  (ISBN 978-1-879568-14-3)